# Arab Women's Federation
Arab Women's Federation var en jordansk kvinnoförening, grundad 1954. Den spelade en viktig roll i kampen för rösträtt i Jordanien. 
Den kanske första utpräglade feministiska kvinnoföreningen i Jordanien var Arab Women's Federation, som grundades av Jordaniens första kvinnliga advokat Emily Bisharat 1954. Den var nära allierad med de härskande sekulära arab-nationalistiska partierna.
Föreningen lärde kvinnliga analfabeter att läsa och skriva och erbjöd sociala tjänster. 
Den krävde rösträtt för kvinnor, utökade möjligheter till utbildning och yrkesarbete, och en reformering av familjelagen, bland annat genom avskaffande av polygamin och möjlighet även för kvinnor att begära skilsmässa. 
Tack vare denna förening infördes en begränsad rösträtt för utbildade kvinnor 1955, men föreningen fortsatte begära allmän rösträtt för alla kvinnor, och samlade tum avtryck från kvinnliga anafalbeter till stöd.
Kvinnor fick slutligen allmän rösträtt 1974, men rösträtten kunde inte tillämpas på femton år, eftersom nästa val hölls först 1989.